# Saxby Chambliss
Saxby Chambliss (Warrenton, 1943. november 10. –) az Amerikai Egyesült Államok szenátora (Georgia 1975 –2003). A Republikánus Párt tagja.